# Komisariat Straży Celnej „Komańcza”

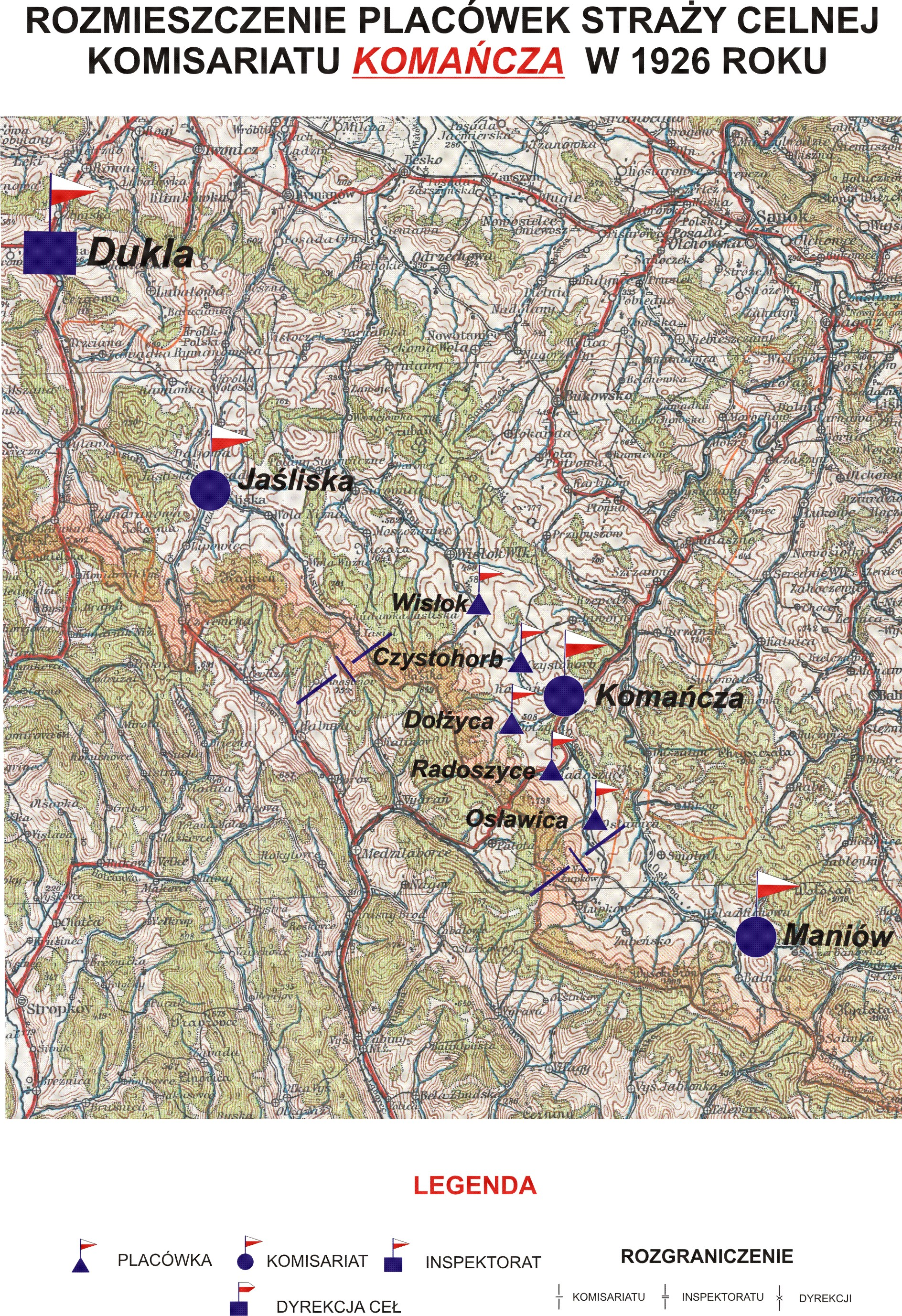
Rozmieszczenie placówek Komisariatu Komańcza w 1926 r.

Komisariat Straży Celnej „Komańcza” – jednostka organizacyjna Straży Celnej pełniąca służbę ochronną na granicy polsko-czechosłowackiej w latach 1921–1928.

## Formowanie i zmiany organizacyjne
Na wniosek Ministerstwa Skarbu, uchwałą z 10 marca 1920 roku, powołano do życia Straż Celną. Od połowy 1921 roku jednostki Straży Celnej rozpoczęły przejmowanie odcinków granicy od pododdziałów Batalionów Celnych. W 1922 roku w Komańczy stacjonował sztab 3 kompanii 6 batalionu celnego. Proces tworzenia Straży Celnej trwał do końca 1922 roku. Komisariat Straży Celnej „Komańcza”, wraz ze swoimi placówkami granicznymi, wszedł w podporządkowanie Inspektoratu Straży Celnej „Dukla”.
W drugiej połowie 1927 roku przystąpiono do gruntownej reorganizacji Straży Celnej. W praktyce skutkowało to rozwiązaniem tej formacji granicznej. Rozporządzeniem Prezydenta Rzeczypospolitej Polskiej Ignacego Mościckiego z 22 marca 1928 roku w jej miejsce powoływano z dniem 2 kwietnia 1928 roku Straż Graniczną.
Rozkazem nr 5 z 16 maja 1928 roku w sprawie organizacji Małopolskiego Inspektoratu Okręgowego dowódca Straży Granicznej gen. bryg. Stefan Pasławski powołał komisariat Straży Granicznej „Baligród”, który przejął ochronę granicy od rozwiązywanego komisariatu Straży Celnej.

## Służba graniczna
Sąsiednie komisariaty
- komisariat Straży Celnej „Jaśliska”  ⇔ komisariat Straży Celnej „Maniów” − 1926

## Funkcjonariusze komisariatu
Obsada personalna w 1926:
- kierownik komisariatu – komisarz Karol Kuraś[a]
- pomocnik kierownika komisariatu – przodownik Franciszek Fikus (98)

## Struktura organizacyjna
Organizacja komisariatu w 1926 roku:
- komenda – Komańcza
- placówka Straży Celnej „Ostawica” (Osławica)[b]
- placówka Straży Celnej „Radoszyce”
- placówka Straży Celnej „Dołżyce” (Dołżyca)[c]
- placówka Straży Celnej „Czystohorb”
- placówka Straży Celnej „Wisłok”